# Заповідник Шаумарі
Заповідник дикої природи Шаумарі — природний заповідник Йорданії поблизу міста Азрак, приблизно за 100 км (62 миля) на схід від Аммана.
Це регіонально важливий заповідник, створений у 1975 році Королівським товариством охорони природи як центр розведення зникаючих або вимерлих диких тварин. 22-квадратні-кілометри (8,5 миля2) заповідник є процвітаючим охоронним середовищем для деяких з найбільш загрозливих видів тварин на Близькому Сході. Деякі з видів становлять аравійського орікса, сомалійських страусів, перських онагрів (азіатський дикий осел з Ірану) і газелей.